# مانوئل گارسیا (تنور)
مانوئل گارسیا (اسپانیایی: Manuel García‎; ۲۱ ژانویهٔ ۱۷۷۵ – ۱۰ ژوئن ۱۸۳۲) یک آهنگ‌ساز، خواننده اپرا، رهبر ارکستر، معلم آواز و تهیه‌کننده موسیقی اهل اسپانیا بود.
دو دختر او، «پولین ویاردو» و «ماریا مالیبران» و پسرش «مانوئل گارسیا» همگی از خوانندگان برجستهٔ اپرا در زمان خود بودند.
مانوئل گارسیا با آنکه اسپانیولی‌زبان بود، اما در زمان خود، یکی از برجسته‌ترین خوانندگان تنور به زبان و سبک ایتالیایی هم محسوب می‌شد و این ویژگی را پس از یادگیریِ مهارت‌های لازم، نزد تنور و مربی آوازِ مشهور ایتالیایی «جووانی آنسانی» کسب کرد.
او در سال ۱۹۳۲ درگذشت و در «گورستان پر-لاشز» به خاک سپرده شد. در مراسم تشییع وی، «فرانسوا جوزف فِتی» در ستایش او سخن گفت و در سال ۱۹۳۶ میلادی، فرانتز لیست با الهام از یکی از ترانه‌های او، یک قطعه موسیقی برای تکنوازی پیانو نوشت.